# Bjarne Corydon
Bjarne Fog Corydon (født 1. marts 1973 i Kolding) er cand.scient.pol., generaldirektør i DR og tidligere finansminister i Helle Thorning-Schmidts regering. Han blev valgt ind i Folketinget i 2011 for Socialdemokraterne i Esbjerg Bykredsen. Han virkede i flere år som stabschef for Socialdemokraternes formand Helle Thorning-Schmidt. Fra 2018 til 2025 har han været direktør og ansvarshavende chefredaktør på Børsen.

## Baggrund og privatliv
Bjarne Corydon er født og opvokset i Kolding, som søn af anlægsgartner Arne Corydon og sekretær Tove Corydon.
Faren arbejdede på kirkegården i Kolding, mens moren arbejdede på deltid på et lokalt autoværksted.
Om lørdagen kunne Arne Corydon tjene ekstra ved at lægge fliser for folk i de pænere kvarterer og Bjarne hjalp til.
Familien boede i parcelhus lige uden for Skovparken, som er et af de 29 områder, der nu er klassificeret som ghetto.
Efter sin studentereksamen i 1992 fra Kolding Gymnasium påbegyndte Bjarne Corydon statskundskabsstudiet i Aarhus og blev cand.scient.pol. i 2000.
Bjarne Corydon er gift med Nina Eg Hansen, der er født og opvokset i Esbjerg og arbejder som administrerende direktør i Socialforvaltningen i Københavns Kommune. De har fire børn sammen.

## Politisk karriere
Corydon meldte sig som 19-årig ind i Socialdemokratiet.
I årene som studerende i Aarhus var han også aktiv i studenterorganisation Frit Forum.
Under denne tid lærte han Nicolai Wammen at kende.
I slutningen af 1990'erne samarbejdede han også med Svend Auken, der da var opstillet i Aarhus. Sammen med Lars Midtiby og Dan Jørgensen blev Corydon specielt takket i mindetalen ved Svend Aukens død i 2009.
Corydon begyndte sin arbejdsmæssige politiske karriere med et barselsvikariat som leder af Socialdemokraternes sekretariat i Europa-Parlamentet i 1996.
Corydon vikarierede for Helle Thorning-Schmidt.
Fra 2000 og frem til 2005 arbejdede Corydon som politisk-økonomisk rådgiver for den socialdemokratiske ledelse på Christiansborg. Han arbejdede blandt andet tæt sammen med Mogens Lykketoft om vækstplanen Made in Denmark.
Ved det socialdemokratiske formandsvalg støttede han Frank Jensen og havde ikke forventet at blive centralt placeret da Helle Thorning-Schmidt vandt,
men i 2005 blev han hendes stabschef og leder af Socialdemokratiets Analyse- og Informationsafdeling på Christiansborg.
Som stabschef akademiserede han det socialdemokratiske sekretariat ved at fyre HK'ere og ansætte akademikere.
På Christiansborg anses han sammen med Helle Thorning-Schmidt og Henrik Sass-Larsen for at være en af de centrale ophavsmænd til det tætte samarbejde med SF.
Den 14. august 2011 blev Corydon valgt som folketingskandidat i Esbjerg Bykredsen efter Kim Mortensen.
Corydon havde været i kampvalg med den lokale kandidat Jeppe Wille.
Corydon vandt komfortabelt med 122 stemmer mod Willes 23 stemmer.
Medierne spåede allerede da, at Corydon ville få en ministerpost, hvis Socialdemokraterne kom i regering.
I forbindelse med Folketingsvalget 2011 tilkendegav tidligere statsminister Poul Nyrup Rasmussen sin støtte til Corydons kandidatur.
Corydon blev indvalgt ved folketingsvalget i september 2011 med 8.299 personlige stemmer i Sydjyllands Storkreds. Han blev genvalgt med 11.326 personlige stemmer ved valget i 2015. Pr. 12. januar 2016 indtrådte Troels Ravn på Corydons plads i Folketinget.

### Finansminister
Efter regeringsforhandlingerne blev Corydon den 3. oktober 2011 finansminister.
Som finansminister stod han bag en række reformer.
Corydons aftryk var af sådan en karakter, at Berlingske Business Magasin Magtanalyse fra 2014 angav ham som Danmark mest magtfulde person – endda foran statsminister Helle Thorning-Schmidt. Vurderingen var da, at han og de radikales leder Margrethe Vestager "sammen med deres embedsmænd [udgjorde] et sjældent effektivt og velfungerende team".
Bjarne Corydon blev som finansminister kendt for konflikten med lærerstanden i foråret 2013 og salget af 19 % af de statslige aktier i energiselskabet DONG til investeringsbanken Goldman Sachs i starten af 2014.

## Erhvervsmæssige karriere
Den 22. december 2015 offentliggjorde Bjarne Corydon, at han forlod dansk politik til fordel for en toppost i konsulentfirmaet McKinsey.
Den 23. november 2017 meddelte Dagbladet Børsen, at Corydon var ansat som avisens nye administrerende direktør og ansvarshavende chefredaktør pr. 1. januar 2018.
Den 28. april 2025 kom det ud, at Corydon var blevet valgt som ny generaldirektør for DR, tiltrædende 1. august 2025.

## Netværk
Bjarne Corydon deltog i 2013 i England i den årlige Bilderberg-konference.
Socialdemokraterne i Folketinget mødes i såkaldte kaffeklubber.
Corydon mødtes med partimedlemmer på tværs af disse grupperinger, blandt andet med Nicolai Wammen, Dan Jørgensen, Simon Kollerup og Lars Midtiby.
I 2014 blev han dog optaget i den socialdemokratiske kaffeklub kaldet Morgenmadsklubben, der domineredes af Henrik Sass Larsen.